# Koivukari (ö i Norra Österbotten, Uleåborg)
Koivukari är en ö i Finland. Den ligger i Bottenviken och i kommunen Uleåborg i den ekonomiska regionen  Uleåborgs ekonomiska region i landskapet Norra Österbotten, i den norra delen av landet. Ön ligger nära Uleåborg och omkring 540 kilometer norr om Helsingfors.
Öns area är 14,3 hektar och dess största längd är 490 meter i sydväst-nordöstlig riktning. I omgivningarna runt Koivukari växer i huvudsak blandskog.